# Louis-Prosper Gachard

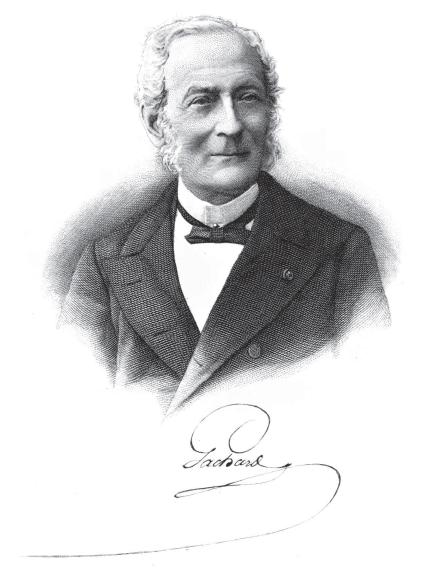
Louis-Prosper Gachard, arhivist general al Regatului Ţărilor de Jos

Louis-Prosper Gachard (n. Paris, 12 martie 1800 – d. Bruxelles, 24 decembrie 1885) a fost un arhivist, paleograf și istoric belgian de origine franceză.
A primit naționalitatea (cetățenia) Țărilor de Jos în 1821.

## Câteva lucrări
- Collection de documens[9] inédits concernant l'histoire de Belgique, Bruxelles, 1833-1835, trois volumes.
- Rapport à monsieur le ministre de l'intérieur, sur différentes séries de documents concernant l'histoire de la Belgique, qui sont conservées dans les archives de l'ancienne Chambre des comptes de Flandre, à Lille, Bruxelles, M. Hayez, 1841.
- Correspondance de Philippe II sur les affaires des Pays-Bas, Librairie Ancienne et Moderne, Bruxelles-Gand-Leipzig, 1851.
- Relations des ambassadeurs vénitiens sur Charles-Quint et Philippe II, Bruxelles, 1855.
- Actes des États généraux des Pays-Bas. 1576-1585, Bruxelles, 1861-1866.